# Beverly Hills Hotel
El Hotel Beverly Hills (en inglés: The Beverly Hills Hotel), también llamado Hotel y bungalows Beverly Hills (en inglés: The Beverly Hills Hotel and Bungalows), es un famoso hotel ubicado en Sunset Boulevard en Beverly Hills, California. Uno de los hoteles más conocidos del mundo, está estrechamente asociado con estrellas de cine de Hollywood, estrellas de rock y celebridades. El hotel cuenta con 210 habitaciones y suites y 23 bungalows y el exterior presenta los colores rosa y verde característicos del hotel.

## Historia
En 1911, Margaret J. Anderson, una viuda adinerada, y su hijo, Stanley S. Anderson, que había estado dirigiendo el hotel Hollywood, ordenaron la construcción del hotel Beverly Hills, muy cerca de la mansión Burton Green. El hotel abrió sus puertas el 12 de mayo de 1912, antes de que existiera la ciudad.Los primeros cinco bungalows del hotel se construyeron en 1915.La estrella del cine mudo Harold Lloyd fue uno de los primeros clientes del hotel y, en 1921, decidió filmar una escena en el hotel para Marinero de agua dulce. De 1928 a 1932, el hotel fue propiedad de la Interstate Company. Interstate tuvo que cerrar el hotel durante los años de la Gran Depresión, aunque la empresa alquiló los bungalows como propiedades de alquiler. Con financiación del Bank of America, el hotel reabrió sus puertas en 1932.
Durante la década de 1930, el Hotel Beverly Hills se hizo cada vez más popular entre las estrellas de cine de Hollywood. En 1938 se fundó en el hotel el Sand and Pool Club. En 1941, Hernando Courtright, vicepresidente del Bank of America, compró el hotel con amigos. Irene Dunne, Loretta Young y Harry Warner también se convirtieron en propietarios del hotel como resultado de su inversión en Courtright. Courtright estableció el Polo Lounge «en honor a una banda de jugadores de polo famosos que brindaron por las victorias en el restaurante después de los partidos en los campos de frijoles». 
El hotel Beverly Hills sufrió una importante renovación a finales de los años cuarenta, cuando se amplió la puerta cochera y se pintó a rayas. En 1947, Courtright abrió Crystal Room y el restaurante Lanai, más tarde llamado The Coterie. El edificio se pintó por primera vez con su famoso color rosa en 1948 para combinar con el estilo de club de campo de la época, y pasó a ser conocido como «the Pink Palace». Al año siguiente, el arquitecto Paul Williams añadió el Crescent Wing. The Fountain Coffee Shop también abrió en este momento.
El propietario Ben Silberstein murió en 1979 y pasó el hotel a sus dos hijas, Muriel Slatkin y Seema Boesky, esposa del comerciante de bolsa Ivan Boesky. En 1986, Marvin Davis compró el hotel a Boesky. Menos de un año después, Davis vendió el hotel al sultán de Brunei, Hassanal Bolkiah, por 110 millones de dólares. 
El 30 de diciembre de 1992, el hotel cerró para una restauración completa, que se dice que costó entre 100 y 125 millones de dólares. El proyecto duró dos años y medio y el hotel reabrió sus puertas el 3 de junio de 1995, con mejoras en el mobiliario y los accesorios. El hotel ahora es administrado y propiedad de Dorchester Collection, organizada en 1996 para administrar los intereses hoteleros de Brunei Investment Agency. 
En 2011, el director regional de la Costa Oeste de Dorchester Collection, Edward Mady, se convirtió en director general del Hotel Beverly Hills, así como del Hotel Bel-Air. En 2012, el hotel celebró su centenario y comenzó a remodelar su lobby, con el Polo Lounge, cabañas en la piscina y Cabana Cafe, y habitaciones y suites que se renovarán para 2014. El hotel también fue nombrado el primer monumento histórico en Beverly Hills en septiembre de 2012.
En 2022, John Scanlon se convirtió en director general del hotel.

## Arquitectura

### Exterior

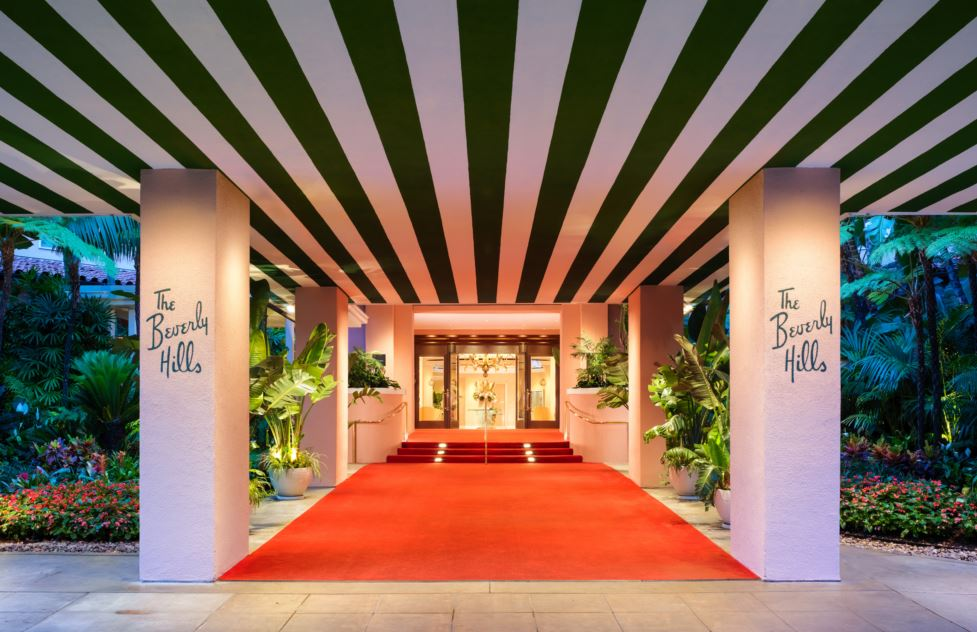
La entrada del hotel Beverly Hills en 2015

El edificio principal original del Hotel Beverly Hills fue diseñado por el arquitecto de Pasadena Elmer Grey, en estilo renacentista mediterráneo. Construido en una prominencia sobre la carretera principal de abajo, parecía una mansión o misión palaciega colonial blanca, con terrazas y arcos equipados con muebles de mimbre, y en ese momento estaba ubicado en el campo. Muy por encima de la entrada principal hay tres cúpulas, dos de las cuales flanquean el centro, que son más pequeñas y de menor altura, con banderas izadas sobre ellas. En el lado occidental estaba situado un pabellón para una parada de tranvía. La señalización icónica y la ampliación fueron diseñadas por el arquitecto Paul Williams.

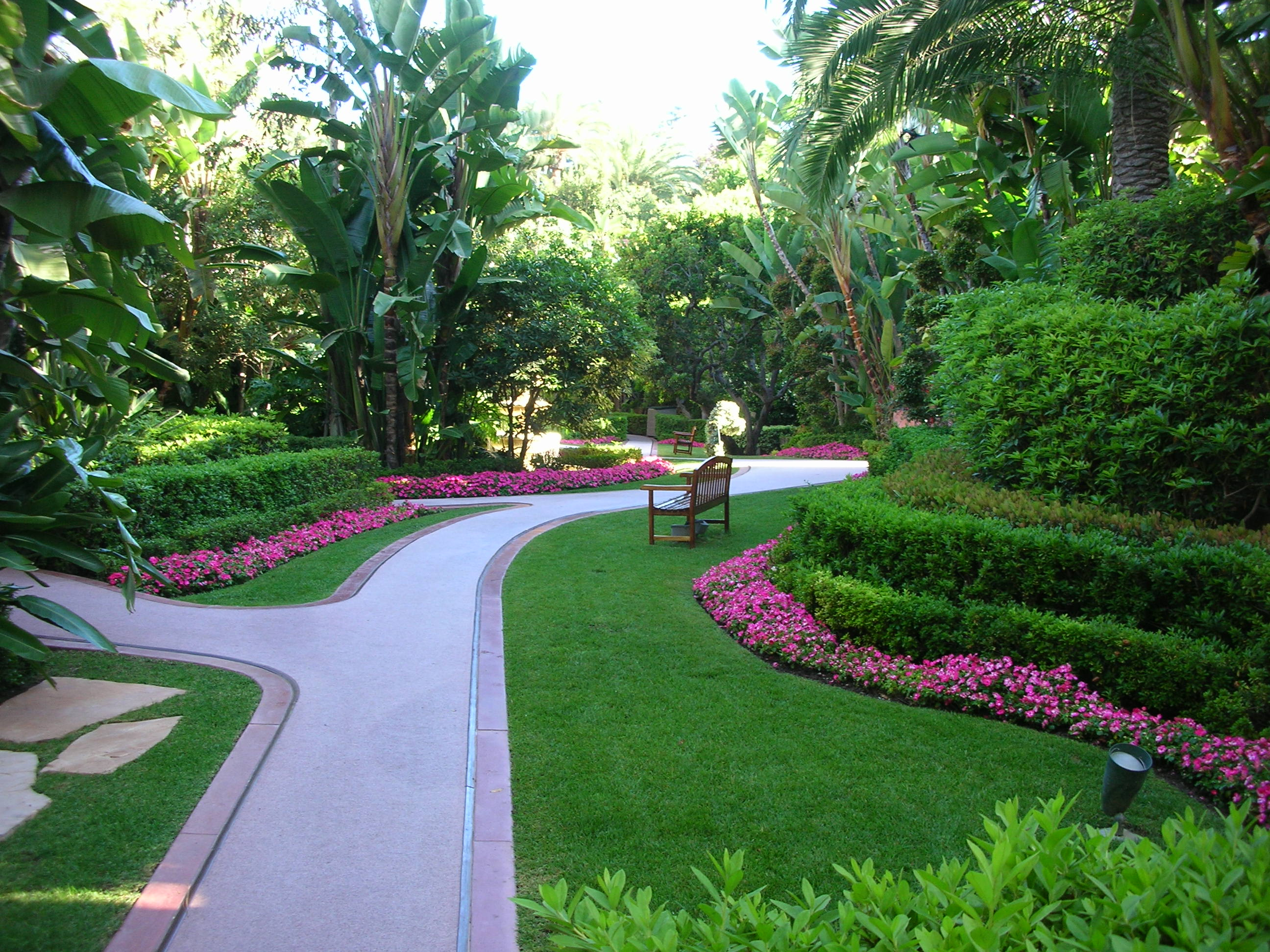
El jardín del hotel Beverly Hills

Los extensos jardines, que cubren 12 acres (4,9 ha), fueron diseñados por el arquitecto paisajista Wilbur David Cook. Contienen bougainvillea, plantas de banano, hibiscus y otra flora tropical.

### Interior
Se asignó una sala conocida como Crystal Room para pequeñas cenas privadas. El comedor principal tenía capacidad para 500 personas. El comedor infantil, que se convirtió en El Jardin Restaurant, es el Polo Lounge. El salón fue renovado en 1974 y se le dio un diseño más suave con lámparas de mesa y flores. Está diseñado en color rosa melocotón con cabinas de color verde oscuro, cada una con un teléfono enchufable. El hotel tiene su propia panadería y jardín de hierbas, elabora su propio vinagre y ahuma carnes. El chef en 2003 fue Katsuo Sugiura. En 2007, una gran suite se convirtió en el Bar Nineteen12. La chimenea del vestíbulo del hotel enciende todos los días del año.
A finales de la década de 1940 se añadió una nueva ala en el lado este del edificio principal a lo largo de Crescent Drive. El "Ala Creciente", como se la conoció, presenta plantas maduras en los balcones.

### Habitaciones y bungalows
Muchas de las habitaciones tienen su propio balcón y están diseñadas con los colores del Beverly Hills Hotel: rosas melocotón, verdes, albaricoques y amarillos. Varias de las habitaciones más caras tienen patios privados, jacuzzis y sus propias cocinas.
Originalmente se agregaron cinco bungalows a los jardines en 1915 para dar cabida a las familias que pudieran regresar cada año con su propio personal.
En 2011, se establecieron dos bungalows presidenciales, en sustitución de las canchas de tenis, cada uno de los cuales contiene tres dormitorios y una piscina y ducha privadas. A partir de 2015, el hotel cuenta con 23 bungalows distribuidos en los jardines. A partir de 2018, una estancia de una noche en un bungalow puede costar hasta 10.000 dólares.

## Galería de imágenes históricas

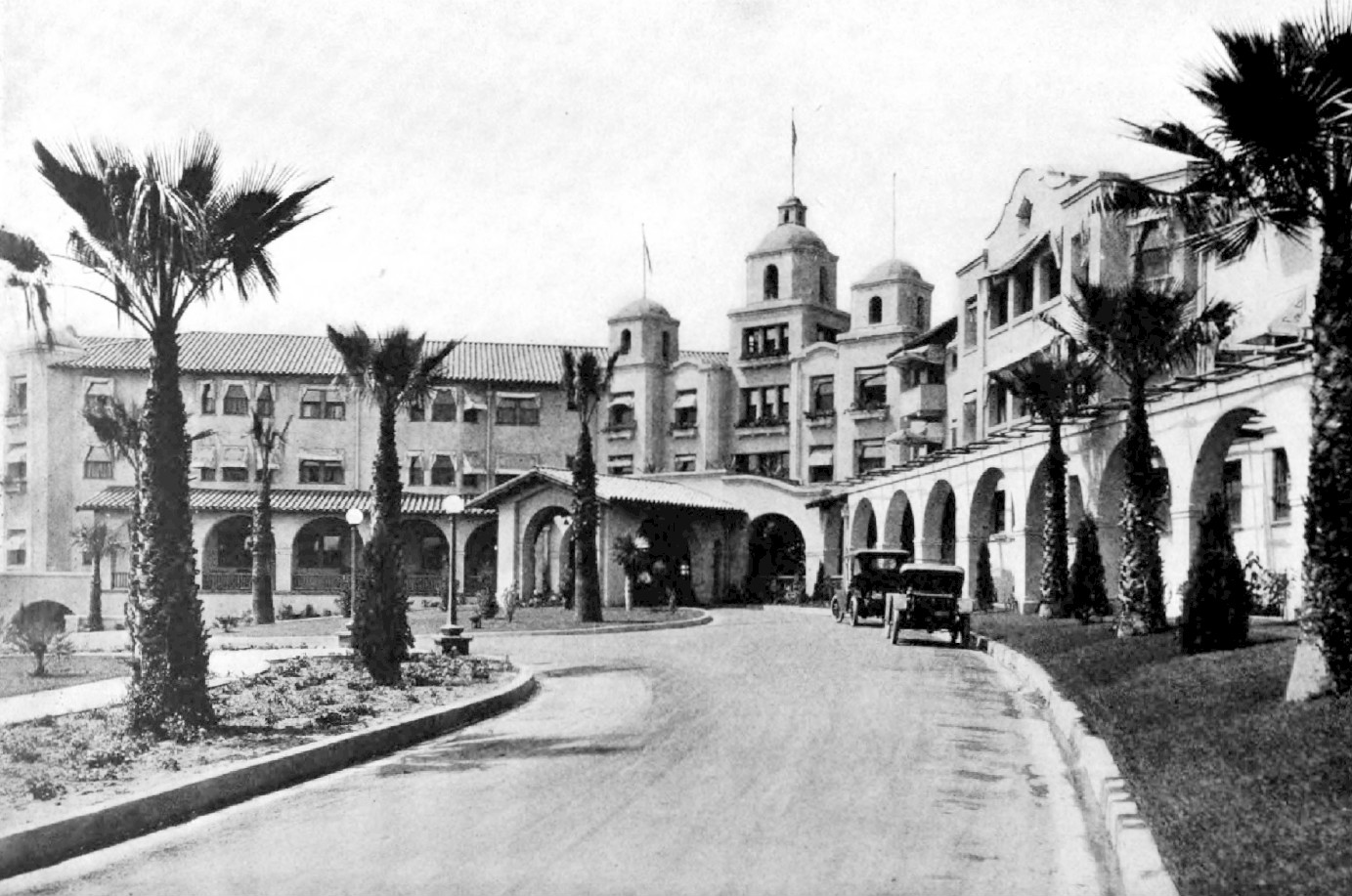
Entrada
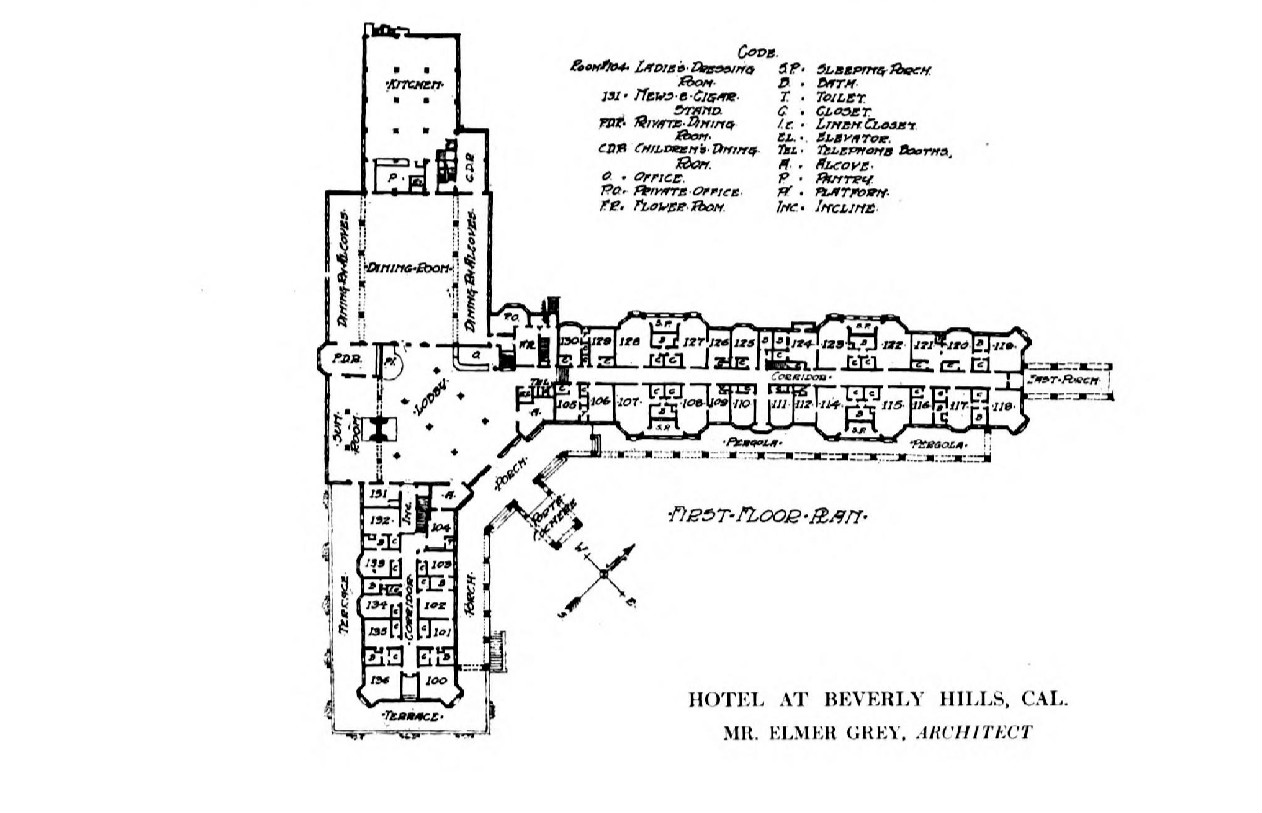
Plano de planta principal
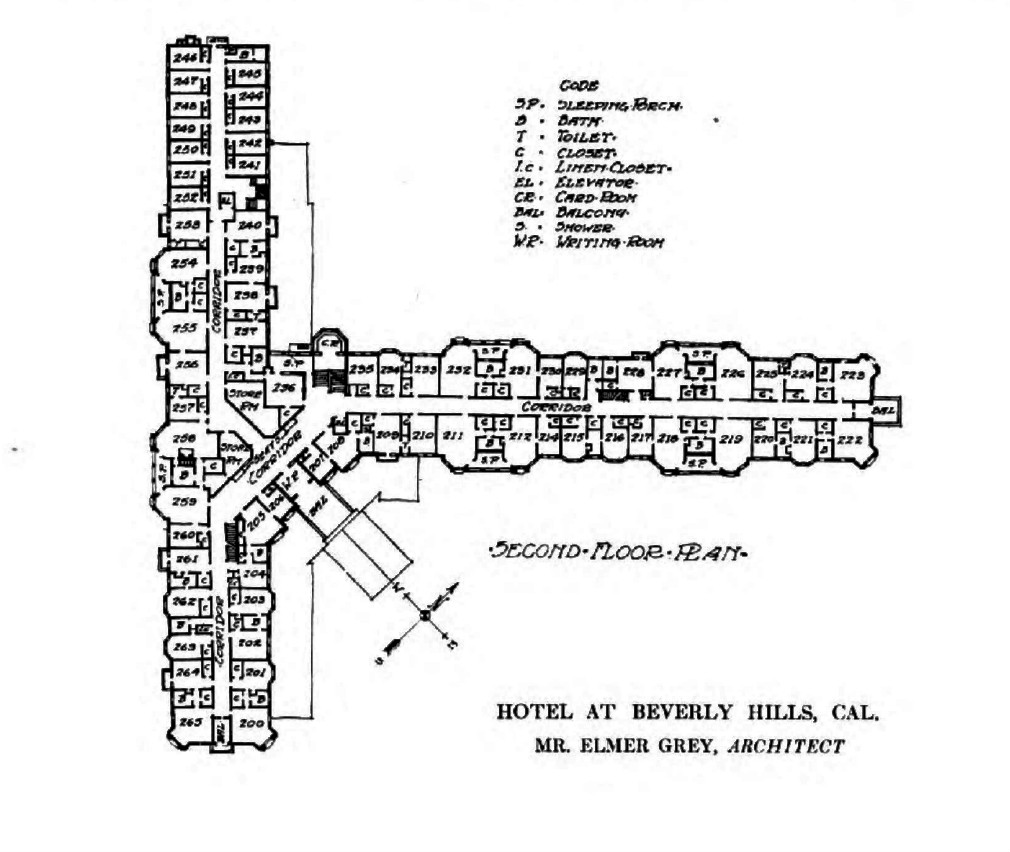
Plano de planta superior
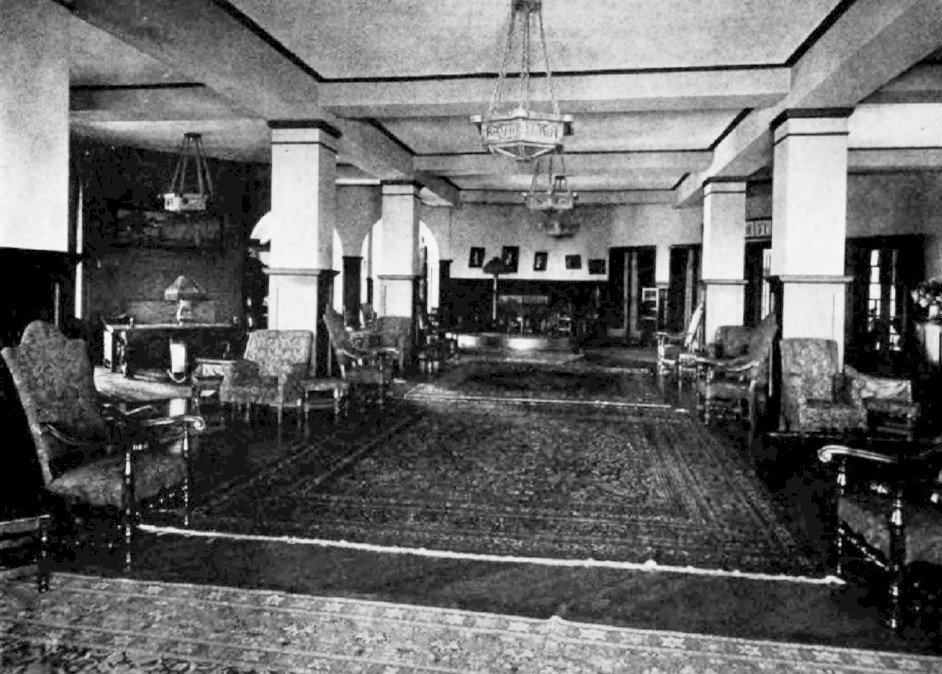
Vestíbulo
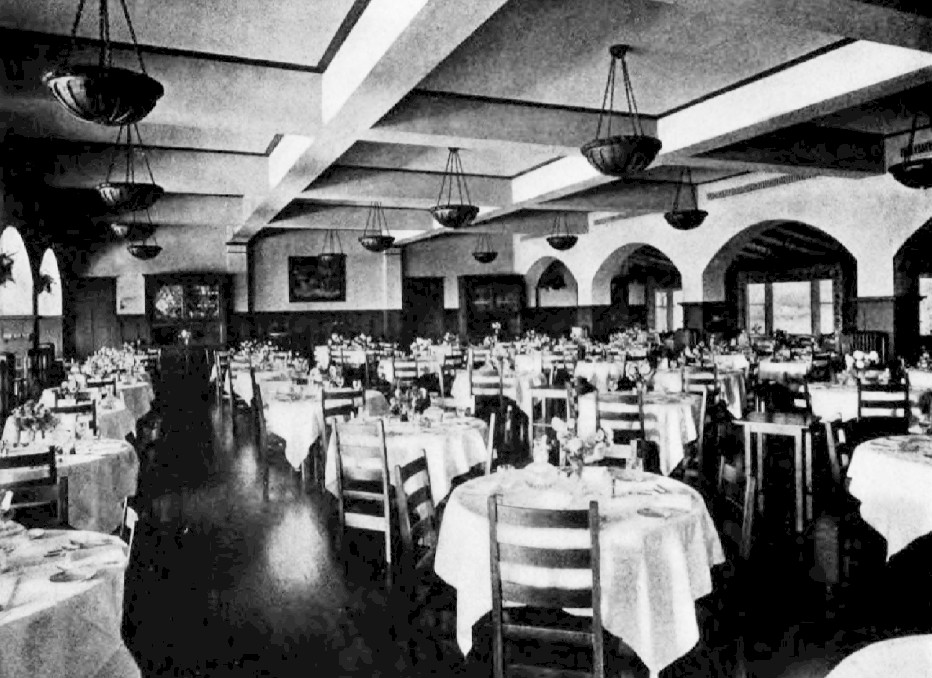
Comedor
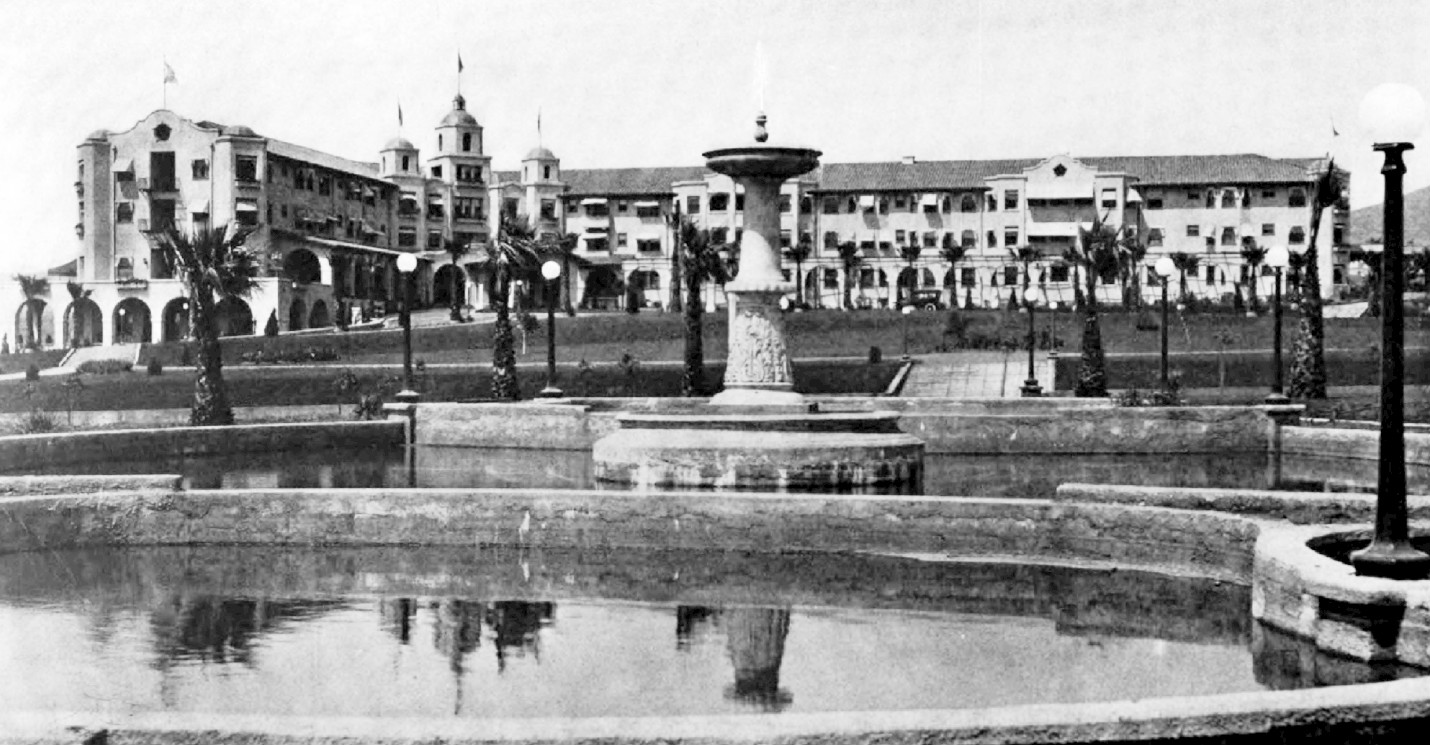
El hotel en 1913
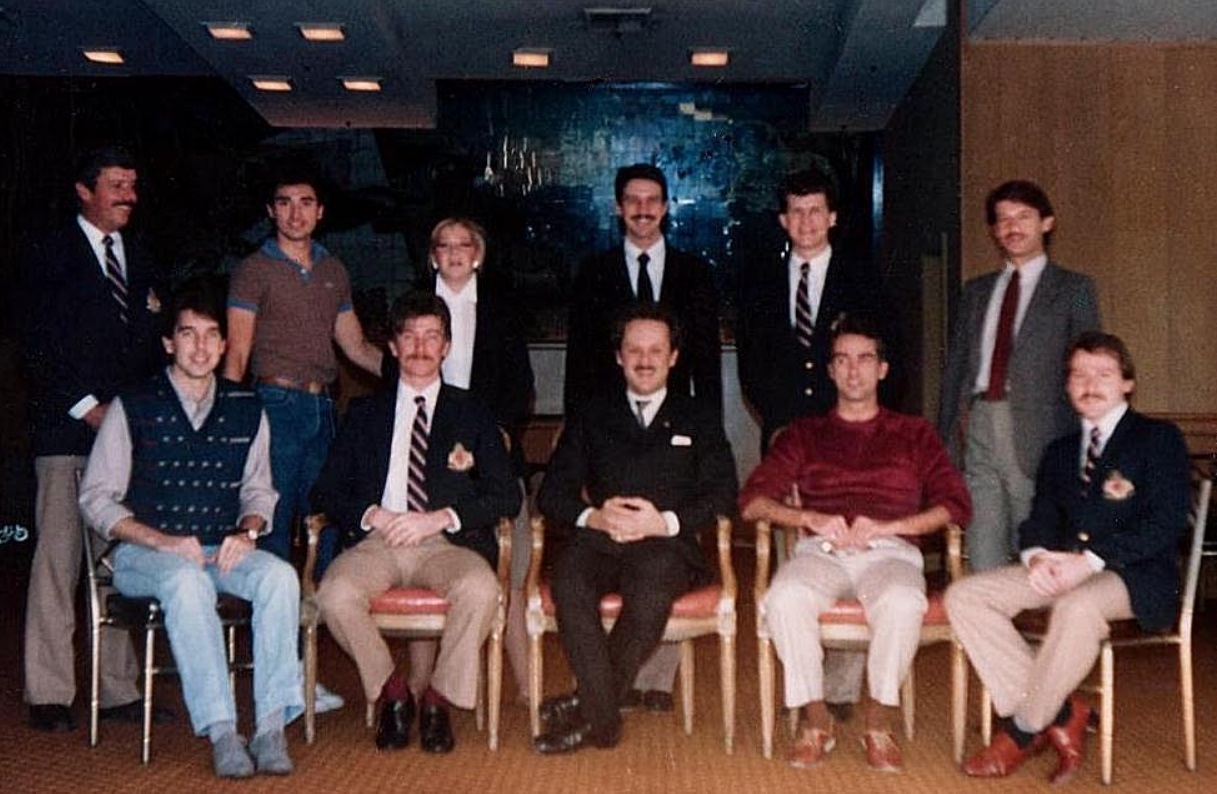
Las recepcionistas del hotel en 1982

## Huéspedes famosos
- Douglas Fairbanks y Mary Pickford
- Gloria Swanson
- Harold Lloyd
- Fred Astaire
- Cesar Romero
- Carole Lombard
- Marlene Dietrich
- Howard Hughes
- Margarita del Reino Unido y Antony Armstrong-Jones
- Alberto II de Bélgica
- Raniero III de Mónaco y Grace Kelly
- John Wayne
- Henry Fonda
- Elizabeth Taylor
- Frank Sinatra
- Dean Martin
- Rat Pack
- Marilyn Monroe
- Yves Montand
- George Hamilton
- Rex Harrison
- John Lennon y Yoko Ono
- H. R. Haldeman
- John Ehrlichman
- Peter Finch
- Faye Dunaway
- Will Rogers
- Darryl F. Zanuck
- Warren Beatty
- Orson Welles
- Walter Annenberg
- Richard Burton
- Donald Trump

## El Beverly Hills Hotel en la cultura popular

### Películas
El hotel fue localización de varias películas:
- Marinero de agua dulce (1921) de Fred C. Newmeyer.[20]
- Designing Woman (1957) de Vincente Minnelli.
- Who's Been Sleeping in My Bed? (1963) de Daniel Mann.[6]
- California Suite (1978) de Herbert Ross.[22]

### Música
- La canción «Hotel California» de la banda de rock estadounidense Eagles se basa ligeramente en el folclore detrás del hotel.[23] La portada del álbum del mismo nombre de la banda muestra una foto del propio hotel.[24][25]

### Videojuegos
- El hotel aparece en el videojuego Grand Theft Auto V como el hotel Richman.
- El hotel aparece en el videojuego Dead Island 2 como el hotel Halperin, el trofeo que se desbloquea al completar el capítulo de la historia vinculado al hotel se llama «Hotel California» haciendo referencia a la canción y álbum del grupo estadounidense Eagles.[26]